# レニフィルの冒険
『レニフィルの冒険』（レニフィルのぼうけん）は、石田和明作の漫画作品。『月刊少年ギャグ王』にて1994年5月号から1997年1月号まで連載された。全33話、コミックス全4巻。かつてゲームプレイヤーコミックスで連載していたウィザードリィ漫画『迷宮へようこそ!』のキャラクター・レニフィルをヒロインとしている。連載終了後も作者のサイトにて、新作のイラストが発表されている。

## あらすじ
近衛兵に志願するために故郷を出て王都を目指す剣士カイルは、道中立ち寄った町の宿屋の女将に身包みを剥がされ宿を追い出されてしまう。
路銀も剣も失い途方にくれたカイルは、故郷に戻ろうとするが、近道をしたのが運の尽き。エルフの里の通り道である迷いの森を一週間飲まず食わずで彷徨っていたところを森の番人レニフィルに捕縛され、エルフの里に幽閉されてしまう。
しかし、人間に興味を示したレニフィルの手によってカイルは解放され、エルフの掟を破ったレニフィルと共にエルフの里を脱出したのだった。

## 登場人物

### 主要キャラクター
カイル
1巻から登場。主人公。真面目で正義感が強く、お人よしな性格の少年。城の近衛兵になることを夢見て、生まれ育ったアマト村を旅立つ。田舎育ちで、レニフィルほどではないにせよ世間知らずな一面を持っている。
魔法は使えず、戦いでは専ら剣を振るって戦う。「田舎では一番の剣の腕前」と自負しているだけあって、その実力は確かである。オルクロス城に連れ去られたレニフィルとシルカを助け出す際には城の衛兵たちをあっさり倒していた。またジャドと戦った際も、剣術だけなら互角以上に渡り合えていた。
実家が鍛冶屋のため、彼もその資質を持つ。宿屋の女将に奪われた剣は、カイル自身が鍛えて作ったものである。作中の終盤で、父と共にザラスの剣を鍛え上げ、それを用いてレニフィルと共にルフの野望を打ち砕いた。また、中盤あたりでレニフィルへの気持ちに気付いたが告白などの具体的な進展はなかったものの、劇中の描写は相思相愛であった。
純情で女性には奥手。レニフィルとシルカの裸体を見て鼻血を出し失神したり、ファルクラやワーキャットたちに色仕掛けされて顔を真っ赤にしていた。また、レニフィルとシルカの大胆で非常識な行動にしばしば付き合わされ尻に敷かれがち。しかしいざという時には頼りになり、窮地に追い込まれると冷静かつ大胆に物事に立ち向かっていく芯の強さを持っているため、まとめ役のような立場にあり、最終的な決断を下すのは彼であることが多い。
レニフィル
1巻から登場。裾野の森に住むエルフの少女で森の番人。通称「レニ」。
勝気な性格だが、閉鎖的な世界で生まれ育ったため世間知らず。泥棒だけではなく、人攫いもしていた宿屋の女将を懲らしめた際に『仕立て屋ごと買えそうな大金』を要求したり（彼女に自覚はないが）、黒の森に忍び込み魔道書と月のティアラを持ち出してきたりと、かなり大胆で図太い面を見せる。
作中でポーリンやユリウスにぎこちない態度を取ったり、人付き合いが下手だと自負するカイルに自分を重ねていたことから、人見知りであることもうかがえる。また、自分の感情には素直でカイルのことをとても慕っている反面、かなりのやきもち焼きでもある。
戦いでは主に弓を扱うが、腰に短剣も携えている。エルフは基本的に人間よりも身体能力が優れているが、その中でもレニフィルは特に身体能力が傑出している。非力ではあるが、小柄で身軽な体格を活かしての戦いを得意とする。また勘が鋭く、危険や殺気をいち早く察知出来る。
戦闘では大きな武器になっている小柄な体格だが、当人はそれに対してコンプレックスを感じており、シルカのスタイルのよさに嫉妬する一面も見せていた。
身体能力は優れているが、魔法の実力は非常に低い。本人も「自分は魔法を使わせたら最低のエルフ」と言っている。中盤では月のティアラを装着することでいくつかの魔法を使えるようになったが、月のティアラを常時身に付けているわけではない。
本来は、シルカを遥かに凌ぐ魔力の持ち主だが、幼い頃に魔力を封印されているため、まともに魔法を行使できなくなっている。レニフィル自身はこの事実を覚えておらず、自分に魔法の素質がないだけだと勘違いしていた。終盤で封印が解かれた際には、その絶大な魔力を披露し、カイルとシルカを驚愕させた。
シルカ
1巻から登場。黒の森のダークエルフで「図書委員」を務める。戦闘スタイル的には魔法使い。大人びた容姿の美女でスタイルがいい。
図書館から月のティアラと魔道書を持ち出したレニフィルたちを追ってくるが、彼女のあまりの魔法の酷さに指南役を買って出て、そのまま彼らの旅に同行する。
仲間になった当初は人間の町に入り人間の文化に馴染もうとすることを拒み、時には人間と取っ組み合いの喧嘩をするという場面が目立った。だがカイルの活躍と強さを目にするうちに彼のことを信頼するようになっていった。さばさばとした男勝りな言動を取るが、西風の森のミリや黒の森のセドルなどの要人との謁見や恋愛沙汰に不器用なレニフィルとカイルをからかいつつも助言をするなど、面倒見の良い「年長者」として立ち振る舞う。
また、レニフィルが人間の町に入るときはよくフードで顔（エルフの耳）を隠していたが、彼女は隠さずに堂々としていた。露出の高い甲冑（ビキニアーマー）を纏っている（ただし一度だけ頭から外套を纏っていた）。相当な酒好きで、人間の食べ物（主に肉）はあまり好まなかったが酒は別のようである。
戦闘では魔法を使い、中でも火の魔法をよく使っていた。他にも雷の魔法と水の魔法を操るが、それらは作中でほとんど使われる事はなかった。この他に開錠の魔法や結界を破壊する魔法など、補助的な魔法にも長けている。その反面、回復魔法にはあまり自信がないとのこと。しかし、瀕死のレニフィルに回復魔法を使った際に「最小限の力に抑えた」と述べており、回復魔法の知識もある程度持っている。腰に帯剣しているが、抜刀したのは一度きり。
終盤では、魔力を開放されたレニフィルに圧倒され、エステルミには「足手纏い」と言われすっかりいじけていた。しかし、知謀や判断力の面から、レニフィルとカイルにはとても頼りにされており、最終決戦では二人のサポートに回った。

### サブキャラクター
エステルミ
裾野の森に住むエルフたちの女王。予知能力の持ち主。4巻では過去、膨大な魔力を持つレニフィルに術をかけその力を封じたことが判明する。
当初は冷酷非情なリアリスト的な面が強かったが、4巻で登場した際はカイルたちの力を見込み協力するなど柔軟な姿勢を見せている。
ファルクラとは旧知の間柄だが、現在は袂を分かっている。
ポーリン
西風の森のダークエルフで、まだ子供。エルフは死者が出ない限り、新しく生まれてくることがないため、子供のエルフは非常に珍しい。子供であることを強調するためか、セリフはひらがなとカタカナのみでほぼ統一されている。
人見知りの激しい性格。これは、エルフの閉鎖的な社会という背景の他に、西風の森の子供はポーリンしかいないことも影響している。人間を極端に怖がっており、初めてカイルを見た際にはその場で泣き出したり、彼に頭をなでられたときには嫌がるなど、激しい嫌悪感を露わにしていた。
一行と打ち解けてからはカイルを慕うようになり、出会った当初の言動を恥じる一面も見せる。レニフィルを露骨にライバル視しており、カイルとレニフィルの関係をギクシャクさせていた。
ダークエルフには珍しく、白魔法を得意とする。作中では、破邪の魔法を使いこなしたり、瀕死のレニフィルを即座に完全回復させるなど、その素質を遺憾なく発揮していた。
3巻の中盤から一行とは離れてしまい、そのまま新エピソードに突入したため合流はしなかった。
ジャド
1巻から登場。ハーフエルフの賞金稼ぎ。ジャドは偽名（幼少の頃に飼っていた猫の名前）であり、本名はエラード。カイル並みの剣の腕、レニフィルと同等の体術、そして黒魔法を使う実力者。
人間の猟師ファシムとダークエルフのエルミラの間に生まれたが、父親は母を追ってきた西風の森のダークエルフに殺害され、母親は西風の森に連れ戻されてしまう。ハーフエルフである彼は、人間からもエルフからも差別を受け、賞金稼ぎとして身を立ててきた。
不老不死の薬を作るためにエルフを求めるオルクロス王の依頼で、レニフィルとシルカを捕えるも、オルクロス王の目的を知った後は母親に似た面影を持つシルカの脱走を助ける。レニフィルたちを傷つけたことで怒ったカイルとの決闘では、剣技では及ばなかったため魔法を使って優位に立つというやり方で勝利する。その後、母エルミラの説得でカイルやレニフィルと和解した後しばらく姿を消していたが、オルクロス城に捕えられたエルミラ達の救出作戦で共闘した。しかし既にエルミラは余命いくばくもなく、息を引き取った。自身がオルクロスに協力したことで「母が人間に殺される」という結末が生まれ、ジャドはこのことを「報い」として受け入れ、母の亡骸を抱いてカイルたちの前から姿を消した。
リュシ・ラ・ミリ女王
2巻に登場。西風の森の新女王。好奇心が強く、人間の世界にも興味を持っている。
先代の女王に禁固刑にされていたエルミラに恩赦を与えるなど寛大な性格で、人間であるカイルに対しても友好的な態度をとる。やや臆病で戦闘指揮を苦手としている一方、作中でも最強レベルの魔法の使い手。生物を塵に分解する｢霧の結界｣を西風の森全体に張り巡らせたばかりか、同時に撤退中のレニフィル達を防御結界で守る離れ業を見せている。
エルミラ
西風の森のダークエルフ。ジャドの母親。
人間の猟師のファシムと駆け落ちをしてジャドを産むが、西風の森の先代女王が放った追手に見つかり、夫を殺された上に禁固刑に処されてしまう。ミリ女王の即位によって恩赦を与えられ、シルカとカイルを尾行して来たジャドとも再会を果たすが、その直後に侵攻してきたオルクロス軍に捕らえられ、怪物製造薬の原料として血を搾り取られてしまう。最後の力で息子を呼び寄せるが、すでに致死レベルまで血を抜き取られており、救出にきたジャドの前で絶命した。
ゼググル
古の時代を生きた魔術師。永遠の命を得るべく転生を行い、新たな肉体を得て復活しようと目論んでいる。劇中ではシルカの肉体と自身の魂を合一させようとするが、レニフィルたちに阻まれる。そこでカイルを洗脳して暴れさせた。レニフィルとポーリンが眠ったのを機に二人の前でシルカの肉体に転生しようとしたが、実際は眠っているフリであり、テレパシーで作戦の打ち合わせをしていた。転生しようとした一瞬の隙を突かれ、レニフィルの退魔魔法で魂をどこかへ吹き飛ばされた。

### オルクロス王国
1巻～3巻における敵陣営。
リフバー4世
1巻から登場。オルクロスの国王。不老不死になるのを目的としており、その一環として錬金術師アモンを雇っている。性格はかなり傲慢で謙虚さとは無縁の男。ならず者はもちろん兵士たちまで見下している。アモンの助言によりエルフの血を求め、レニフィルとシルカの身柄を確保するよう兵士たちに命令した。それが失敗すると今度は城下町の賞金稼ぎ（ならず者）たちを刺客として差し向ける。アモンによってレニフィルの血液から不老不死の秘薬が作られたが、それはまだ未完成の代物だった。そうとは知らず騙されて薬を飲まされ、ていよく実験台にされてしまった。
その結果、巨大で醜悪な化け物へと変貌。理性を失い、本能のままに人間を喰らう怪物と化した。そのままカイルとファーブニルの両名と対決する。首を斬り落とそうとするカイルに向けて猛毒の体液を放つが、それが仇となって首の傷口に猛毒が入り込んでしまう。結果、延髄部分が溶解し、死亡した。「かつて仕えようとしていた人」の末路を見たカイルには憐れまれた。
レクター
オルクロスの王子。冷酷残忍な性格であり、父リフバー4世の死を知った後も自分が王位につけるということで喜んでいた。「いずれ俺の手で殺してやるつもりだった」と語っている。
アモンから情報を得たことでダークエルフの血を利用した人造魔獣を多数生み出し、他国へ攻め入るための戦力にしようと画策。ドワーフたちと手を組むと、重罪人たちを怪物へと変異させ、戦力を増強した末に黒の森へと攻め込む。しかしカイルたちの奮闘もあり魔獣はすべて死亡し、自身も撤退を余儀なくされた。
4巻のエピソードには登場しなかったが、巻末のオマケ漫画によると「充電中」とのことで王座で大人しくしている。
アモン
1巻から登場。リフバー4世に仕える錬金術師の小男。「不老不死」の薬を作るため研究をしているが、酒代を国王から「研究費」としてたかっている小悪党（国王にはバレている）。本性は品性下劣な悪党で、不老不死の秘薬の実現のためにレニフィルとシルカの血を狙っただけではなく、リフバー4世を騙して秘薬の実験台にした。怪物と化した国王を見て腰を抜かしていたところ、シルカに捕まるが隙を見て逃げ出した。
その後、リフバー4世の息子であるレクターに捕まり、命令に従わなければ殺すと脅され無理やり協力させられる。リフバー4世の時と同様にダークエルフたちの血を用いて数匹の化け物を生み出すが、まともに戦力になったのはわずか3匹だけだった。再び王城に乗り込んできたカイルたちに捕まり、そのままダークエルフたちの捕虜となり放置された。

### アクバルハ一派
4巻のエピソードに登場した本作の最終的な敵陣営。
大魔王アクバルハ
世界征服を目論む男。「ザラスの星のかけらで作った剣」に自らの魔力を吹き込み、強力な武器にしようとしていると語られていたが、実はアクバルハはルフに暗殺されており、密かに息子であるジュニアが跡を継いでいた。だが使い魔ほどの魔力も持たなかったため大魔王を名乗るには程遠く、正体を隠して「大魔王アクバルハ」を演じていた。生前、ルフの正体に気づいていたため密かにカバル将軍に内偵させ、息子を託した。
アクバルハジュニア
本作に登場する「大魔王アクバルハ」の正体。前述のとおり使い魔ほどの魔力も持たない、ひ弱な少年である。終盤では正体に気づいていたルフに反旗を翻され、囚われの身となった。ラストバトルにて助け出されたが、正体を知ったシルカから「悪の芽は小さい内に摘む」としてどつかれてしまった。
カバル将軍
大魔王アクバルハの忠臣でその正体を知る人物。命令に従い「ザラスの剣」をカイルたちから奪うべく幾度も戦いを挑む。実力はあまり高くなく、初登場時はシルカの魔法一発で吹き飛ばされ逃げ帰っている。
終盤ではルフの企みを阻止するべくカイルたちとは休戦。ラストバトルではルフの足を掴んで動きを封じ、カイルとレニフィルの同時攻撃を命中させるなど重要な役割を担った。
ファルクラ将軍
将軍たちの紅一点。猫と人間を合体させたような種族ワーキャット軍団を部下に率いている。カバル将軍の次の刺客として登場し、様々な作戦を用いてカイルたちからザラスの剣を奪おうとしたが、すべて失敗に終わる。その後、大魔王の正体を見破っていたルフから離反を唆されるが、カバルからルフの正体を聞いたことで決別。カバルと共に囚われの身となる。だがラストバトルにてシルカに救出された。
エピローグでは、妖精族であることが判明する。またエステルミ女王とは旧知の仲。エステルミの予知能力によって自分たちが滅びることを聞き、人間を滅ぼして妖精族の世界を創るために大魔王の仲間になった。
ルフ将軍
鉄兜で素顔を隠した青年。常に敬語で話す物静かな人物を演じている。
アクバルハに仕える魔術師という触れ込みだが、その正体はかつて魔界を支配しようとした悪魔。魔界の皇子でありながら反乱を起こしたため地上へと追放されてしまい、この地を第二の魔界へと変え、いずれ魔界に攻め込むのを目的としていた。兜の下の素顔も人間とはかけ離れた形相をしており、本性も尊大で卑怯卑劣。ザラスの剣の秘密を知るために大魔王アクバルハの下につき、秘密を知ると「じじいに用はない」と暗殺した。
ザラスの剣を掌握し、この世界を滅ぼすことで全ての生物をゾンビとして従えようとしている。だがカイルから奪ったザラスの剣は偽物であり、本物がレニフィルによって真の力を得たと知った時は激昂。浮遊城を操り最終決戦に挑む。シルカを人質に取るなど卑怯な手を使ったが、レニフィルの魔法で破られ、更には足をカバル将軍に掴まれたことで動きを封じられる。そこへカイルとレニフィルの同時攻撃によってザラスの剣で貫かれ、この世界から消え去った。